# Circonscription de Majite
La circonscription de Majite est une des 135 circonscriptions législatives de l'État fédéré Amhara, elle se situe dans la Zone Nord Shoa. Son représentant actuel est Meseret Jemaneh Seide.